# Millsboro (Pennsylvanie)
Pour l’article homonyme, voir Millsboro (Delaware).
 (décembre 2018).
Millsboro est une census-designated place (CDP) située dans le comté de Washington, dans le Commonwealth de Pennsylvanie, aux États-Unis. Sa population s’élevait à 666 habitants lors du recensement de 2010.
La communauté faisait partie de la CDP de Fredericktown-Millsboro jusqu’en 2000, date à laquelle celle-ci a été scindée en deux CDP, l’autre étant Fredericktown.

## Source
- (en) Cet article est partiellement ou en totalité issu de l’article de Wikipédia en anglais intitulé « Millsboro, Pennsylvania » (voir la liste des auteurs).